# Liste der Einträge im National Register of Historic Places im Lincoln County (Washington)
Diese Liste der Einträge im National Register of Historic Places im Lincoln County (Washington) enthält alle im Lincoln County, Washington in das National Register of Historic Places eingetragenen Gebäude, Bauwerke, Objekte, Stätten oder historischen Distrikte.
Diese Liste entspricht dem Bearbeitungsstand des National Park Service/National Register of Historic Places vom 16. August 2024.

## Legende
| NRHP | Historic Place             |
| HD   | National Historic District |

## Aktuelle Einträge
| [ 2 ] | Name                                       | Bild                                       | Eintragsdatum                 | Lage                                                             | Ort        | Beschreibung |
| ----- | ------------------------------------------ | ------------------------------------------ | ----------------------------- | ---------------------------------------------------------------- | ---------- | ------------ |
| 1     | Almira Hotel                               | Almira Hotel                               | 15. März 2006 ID-Nr. 06000137 | 3 N. Third Ave. 47° 42′ 46″ N, 118° 56′ 27″ W                    | Almira     |              |
| 2     | Atlas E Missile Site 9                     |                                            | 31. Juli 2009 ID-Nr. 09000579 | 36000 Crescent Rd. N. 47° 47′ 18,2″ N, 117° 50′ 30,6″ W          | Reardan    |              |
| 3     | Fort Spokane Military Reserve              | Fort Spokane Military Reserve              | 23. Nov. 1988 ID-Nr. 88002621 | Rt. 25 47° 54′ 47″ N, 118° 18′ 22″ W                             | Miles      |              |
| 4     | Goose Creek Rockshelter                    |                                            | 22. Mai 1978 ID-Nr. 78002763  | Adresse nicht veröffentlicht                                     | Wilbur     |              |
| 5     | Harrington Bank Block and Opera House      | Harrington Bank Block and Opera House      | 2. Okt. 1992 ID-Nr. 92001288  | Kreuzung der Third und Willis Sts. 47° 28′ 49″ N, 118° 15′ 13″ W | Harrington |              |
| 6     | Lincoln Hotel                              | Lincoln Hotel                              | 20. Dez. 2010 ID-Nr. 10001044 | 301 W. Sherlock St. 47° 28′ 44″ N, 118° 15′ 17″ W                | Harrington |              |
| 7     | Little Falls Hydroelectric Power Plant     | weitere Bilder                             | 15. Dez. 1988 ID-Nr. 88002737 | Spokane River 47° 49′ 53″ N, 117° 55′ 0″ W                       | Reardan    |              |
| 8     | Long Lake Hydroelectric Power Plant        | weitere Bilder                             | 15. Dez. 1988 ID-Nr. 88002738 | Spokane River 47° 50′ 10″ N, 117° 50′ 19″ W                      | Ford       |              |
| 9     | Mary Queen of Heaven Roman Catholic Church | Mary Queen of Heaven Roman Catholic Church | 26. Apr. 1990 ID-Nr. 90000675 | N. First und B St. 47° 18′ 9″ N, 117° 58′ 30″ W                  | Sprague    |              |
| 10    | Spokane River Bridge at Fort Spokane       | weitere Bilder                             | 28. März 1995 ID-Nr. 95000261 | WA 25 über den Spokane River 47° 54′ 30″ N, 118° 18′ 59″ W       | Hunters    |              |
| 11    | Spokane River Bridge at Long Lake Dam      | weitere Bilder                             | 24. Mai 1995 ID-Nr. 95000628  | WA 231 über den Spokane River 47° 50′ 19″ N, 117° 51′ 5″ W       | Reardan    |              |